# Sidney Faiffer
Sidney Faiffer Ames (Lima, Provincia de Lima, Perú, 12 de mayo de 1980) es un futbolista peruano. Juega como mediocampista y su equipo actual es CAR Atlético Minero que participa en la Copa Perú. Tiene 44 años.

## Trayectoria
En el 2004 y 2016 descendió con el Deportivo Wanka y Defensor La Bocana respectivamente. Jugó la Copa Sudamericana 2010 y la Copa Sudamericana 2011 con la Universidad César Vallejo. El 2012 jugó la Copa Sudamericana 2012 con Unión Comercio.
A pesar de cumplir una excelente campaña no logró salvarse del descenso de Defensor La Bocana en el 2016. 
Para la siguiente temporada defenderá al Sport Boys.
Para el 2019 ficha por Ayacucho FC.

## Selección nacional
Ha sido internacional con la Selección de fútbol del Perú en dos ocasiones.

## Clubes
| Club                      | País | Año       |
| ------------------------- | ---- | --------- |
| Deportivo Zúñiga          | Perú | 1999      |
| Atlético Independiente    | Perú | 2001      |
| América Cochahuayco       | Perú | 2002      |
| C.N.I.                    | Perú | 2003      |
| Deportivo Wanka           | Perú | 2003-2004 |
| Deportivo Aviación        | Perú | 2005      |
| Alianza Atlético          | Perú | 2006-2007 |
| Alianza Lima              | Perú | 2008      |
| Universidad César Vallejo | Perú | 2009-2011 |
| León de Huánuco           | Perú | 2012      |
| Unión Comercio            | Perú | 2012-2013 |
| Defensor San Alejandro    | Perú | 2014      |
| Cienciano                 | Perú | 2014      |
| Sport Huancayo            | Perú | 2015      |
| Defensor La Bocana        | Perú | 2016      |
| Sport Boys                | Perú | 2017-2018 |
| Ayacucho FC               | Perú | 2019      |
| Pirata                    | Perú | 2020      |
| CAR Atlético Minero       | Perú | 2024 -    |

## Palmarés
| Título                   | Club       | País | Año  |
| ------------------------ | ---------- | ---- | ---- |
| Segunda División de Perú | Sport Boys | Perú | 2017 |